# Radu Leon
Radu Leon, znan tudi kot Prodajalec ostrig,   je bil od leta 1664 do 1669 knez Vlaške, * ni znano, † ni znano.
Bil je sin vlaškega kneza Leona Tomşa in domnevno vnuk moldavskega kneza  Ştefana Tomşa. Na vlaškem prestolu je decembra 1664 nasledil Gregorja I. Gika. 
Domneva se, da je komaj govoril romunsko, zato je njegova avtoriteta temeljila na podpori fanariotov, zlasti Şerbana Cantacuzina iz družine Cantacuzino, ki je bil sprva njegov komornik, kasneje pa vlaški knez, in Dragičija Cantacuzina, poveljnika Radujeve vojske.
Protigrški protesti, ki so se začeli decembra 1668, so privedli do Radujevega padca marca 1669 in zamenjave z Antonijem din Popeşti.

## Vira
- Mihail Kogălniceanu (1837). Histoire de la Valachie de la Moldavie et des valaques transdanubiens.
- Alexandru Dimitrie Xenopol.  Histoire des Roumains de la Dacie trajane: Depuis les origines jusqu'à l'union des principautés Tome II de 1633 à 1821. Éditeur Ernest Leroux Paris (1896) str. 64-69.

| Radu Leon Rojen: ni znano Umrl: ni znano |                       |                                |
| Vladarski nazivi                         |                       |                                |
| Predhodnik: Gregor I. Gika               | Vlaški knez 1664–1669 | Naslednik: Antonie din Popești |

1. ↑  Demel J. Historia Rumunii — Ossoliński National Institute. — str. 203.